# Castle Carlton
Castle Carlton – przysiółek w Anglii, w Lincolnshire. W 1931 roku civil parish liczyła 23 mieszkańców.